# Championnat d'Albanie de football 1934
Navigation
Championnat d'Albanie 1933 Championnat d'Albanie 1936
Le Championnat d'Albanie de football de Kategoria Superiore 1934 est la 5e édition de ce championnat.

## Classement
| Rang | Équipe             | Pts | J  | G  | N | P  | Bp | Bc | Diff |
| ---- | ------------------ | --- | -- | -- | - | -- | -- | -- | ---- |
| 1    | SK Tirana          | 21  | 12 | 10 | 1 | 1  | 54 | 8  | +46  |
| 2    | Skënderbeu Korçë   | 18  | 12 | 8  | 2 | 2  | 27 | 8  | +19  |
| 3    | Bashkimi Shkodran  | 17  | 12 | 8  | 1 | 3  | 25 | 11 | +14  |
| 4    | Teuta Durrës       | 12  | 12 | 6  | 0 | 6  | 18 | 23 | -5   |
| 5    | SK Kavajë          | 9   | 12 | 3  | 3 | 6  | 14 | 20 | -6   |
| 6    | Bashkimi Elbasanas | 6   | 12 | 2  | 2 | 8  | 12 | 36 | -24  |
| 7    | SK Vlorë           | 1   | 12 | 0  | 1 | 11 | 4  | 48 | -44  |

|  | Champion   |
|  | Relégation |

## Bilan de la saison
| Tableau d'Honneur                 |           |
| Compétition                       | Vainqueur |
| Championnat d'Albanie de football | SK Tirana |

| Promotions et relégations     |                 |
| Relégués en First Division    | aucun           |
| Promus en Kategoria Superiore | Dragoj Pogradec |